# フォンド
フォンド（伊: Fondo）は、イタリア共和国トレンティーノ＝アルト・アディジェ州トレント自治県ボルゴ・ダナウニアに属する分離集落（フラツィオーネ）。
かつては独立したコムーネであったが、2020年1月1日にカステルフォンド、マロスコと合併して新自治体の一部となった。

## 地理

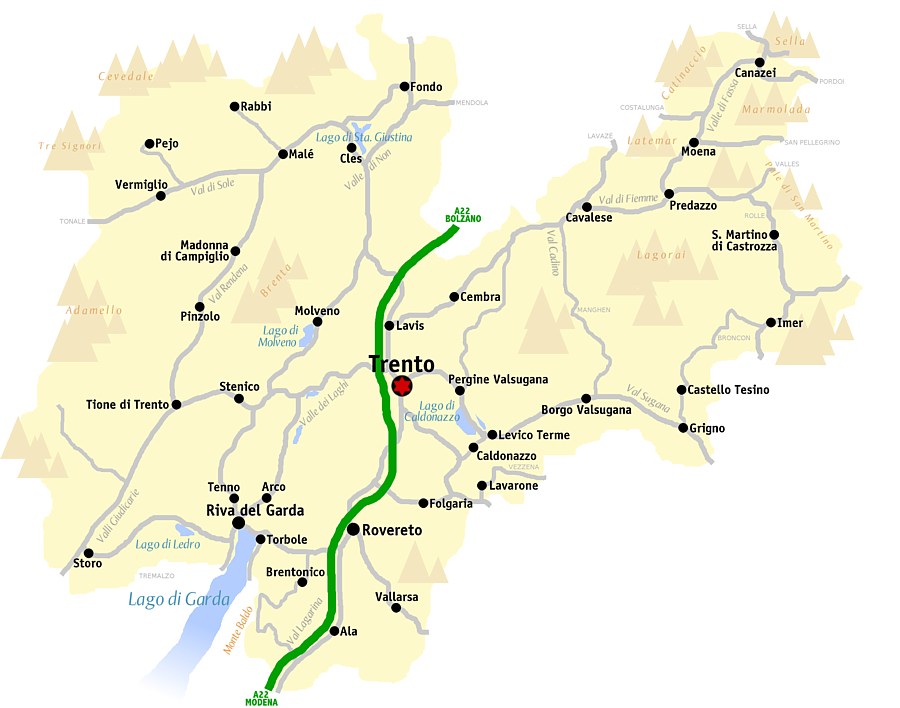
トレント県概略図

### 位置・広がり
トレント自治県北西部、ヴァル・ディ・ノンに位置するコムーネ。ヴァル・ディ・ノンの中心地であるクレスから北東へ11km、ボルツァーノから西南西へ18km、県都トレントから北へ40km、ソンドリオから東北東へ101kmの距離にある。

#### 隣接コムーネ
隣接するコムーネは以下の通り。
| - サルノーニコ - マロスコ |

## 行政

### Comunità di valle
トレント自治県が設置した広域行政組織 Comunità di valle 「ヴァル・ディ・ノン」 (it:Comunità della Val di Non) （事務所所在地: クレス）に属する。

## 住民

### 言語
| 少数言語話者の割合（2011年） | 少数言語話者の割合（2011年） | 少数言語話者の割合（2011年） | 少数言語話者の割合（2011年） | 少数言語話者の割合（2011年） |
| ---------------------------- | ---------------------------- | ---------------------------- | ---------------------------- | ---------------------------- |
|                              |                              |                              |                              |                              |
| ラディン語                   | ラディン語                   |                              | 23.1%                        | 23.1%                        |
| モケーニ語                   | モケーニ語                   |                              | 0.0%                         | 0.0%                         |
| チンブロ語                   | チンブロ語                   |                              | 0.0%                         | 0.0%                         |

2011年10月9日に行われた国勢調査によれば、住民1442人中333人（23.1%）がラディン語話者であった。

## 人物

### 著名な出身者
- フォルトゥナート・デペーロ - 未来派の画家・デザイーナー・彫刻家。